# Whitechapeli gyilkosságok
A whitechapeli gyilkosságok tizenegy nő brutális és máig megoldatlan meggyilkolásának eseménysorozata, melyeket London elszegényedett East End-i negyedében, Whitechapelben követtek el 1888. április 3. és 1891. február 13. között.
Az áldozatok legtöbbje, esetleg mindegyike prostituáltként dolgozott a negyedben: Emma Elizabeth Smith, Martha Tabram, Mary Ann Nichols, Annie Chapman, Elizabeth Stride, Catherine Eddowes, Mary Jane Kelly, Rose Mylett, Alice McKenzie, Frances Coles, és egy ismeretlen nő. Smith-t szexuálisan bántalmazta és kirabolta egy banda. Tabramot 39 késszúrással ölték meg. Nichols, Chapman, Stride, Eddowes, Kelly, McKenzie és Coles torkát elvágták. Eddowest és Stride-ot ugyanazon az éjszakán ölték meg mindössze néhány percre és kevesebb mint egy mérföldre egymástól. Nichols, Chapman, Eddowes és Kelly esetében hasuk felhasítása után egyes szerveiket eltávolították. Mylettet megfojtották, az azonosítatlan nő testét pedig feldarabolták, halálának oka tisztázatlan.
A nyomozást a Metropolitan Police Service vezette, majd a „dupla esemény”, vagyis Stride és Eddowes meggyilkolása után csatlakozott London Városi Rendőrsége. Egyéni szerveződések, mint a whitechapeli polgárőrök csoportja szintén igyekezett a gyilkos vagy gyilkosok nyomára akadni. Minden erőfeszítésük és számos letartóztatás ellenére az elkövetőt vagy elkövetőket nem sikerült elkapni. A gyilkosságok némelyikéért vagy mindegyikéért a Hasfelmetsző Jack néven elhíresült sorozatgyilkost tartják felelősnek.

## Gyilkosságok

### Emma Smith
1888. április 3-án kedden Emma Elizabeth Smith prostituáltat bántalmazták és kirabolták az Osborn Street és Brick Lane kereszteződésében, Whitechapelben a kora reggeli órákban. Sérülései ellenére sikerült hazamennie George Street-i lakásába. Mary Russellnek, a gondnoknak azt mondta, két vagy három férfi támadta meg, egyikük tinédzser korú. Russell elvitte őt a londoni kórházba, ahol az orvosi vizsgálatok során kiderült, hogy egy tompa tárgyat tettek a nő hüvelyébe megsértve azzal a hashártyáját. Hashártyagyulladásban hunyt el 1888. április 4-én. Az esetet Wynne Edwin Baxter East Middlesex-i halottkém vizsgálta, aki további hat áldozat ügyében is közreműködött. A Metropolitan rendőrség helyi felügyelője, Edmund Reid vezette a nyomozást, de az elkövetőket sosem sikerült elkapni. Walter Dew rendőrdetektív később azt írta, úgy gondolta, hogy Smith volt Hasfelmetsző első áldozata, de kollégái egy banda tettének tulajdonították. Smith azt állította, hogy többen támadták meg, de vagy nem volt hajlandó, vagy nem tudta leírni őket. Londonban a századfordulón a prostituáltakat gyakran bandák tartották irányításuk alatt, és a nyomozók úgy vélték, Smitht a saját stricijei támadták meg, amiért nem engedelmeskedett valamiben, vagy megfélemlítésképpen tették. Ennek megfelelne az a tény, hogy talán azért nem azonosította támadóit, mert félt a megtorlástól, így az ő meggyilkolása valószínűleg nem kapcsolódik a későbbi gyilkosságokhoz.

### Martha Tabram

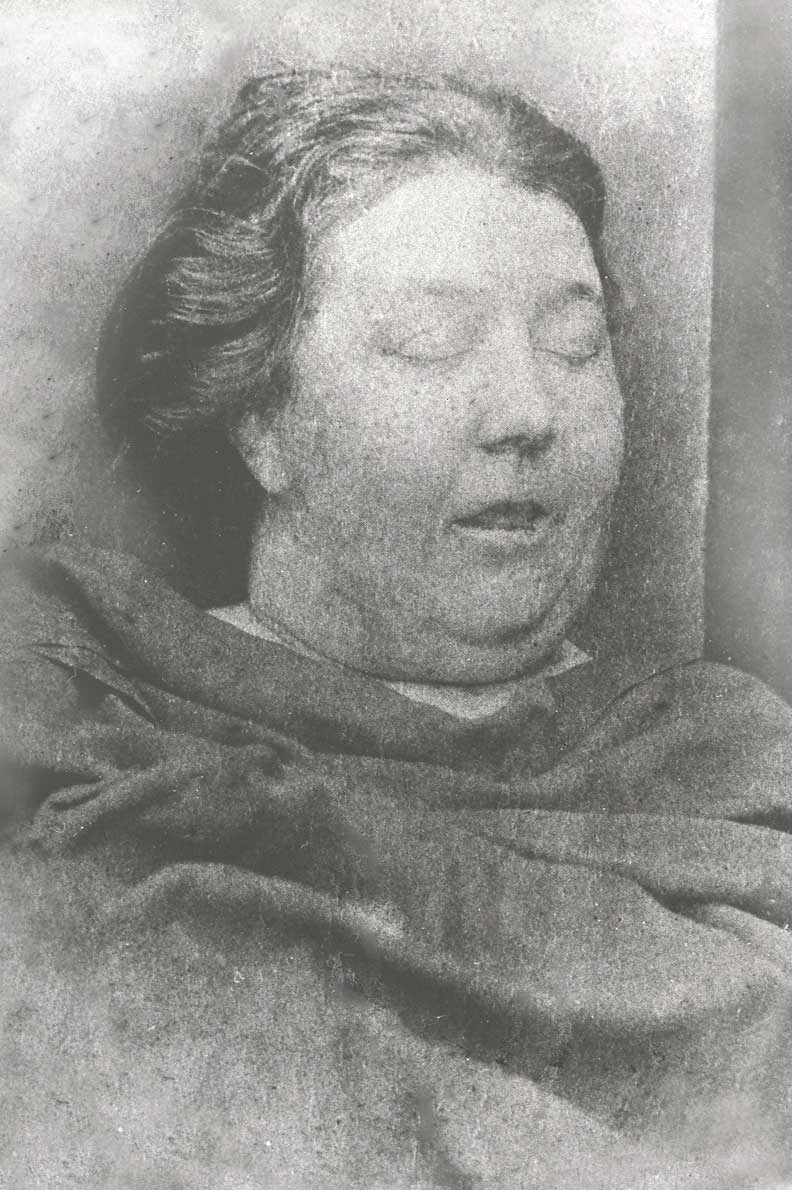
Martha Tabram (39), meggyilkolták 1888. augusztus 7-én

1888. augusztus 7-én kedden, egy hétfői munkaszüneti napot követő nap gyilkolták meg a prostituált Martha Tabramot, testére a George Yardon bukkantak rá Whitechapelben. 39 késszúrással végeztek vele egy rövid pengéjű késsel. Egy másik prostituált és közelben járőröző Thomas Barrett rendőr állításai alapján Reid felügyelő katonákat küldött a Towerbe és a Wellington laktanyába, hátha felismerik az elkövetőt, de eredménytelenül. A rendőrség nem kötötte a gyilkosságot Smith ügyéhez, de az ezt követő későbbi esetekhez igen. Napjaink szakértői szerint Martha Tabram meggyilkolása nem Hasfelmetsző Jack tette, mert míg Tabramot leszúrták, a többi áldozatot metszésekkel ölték meg, azonban tökéletesen nem zárják ki az esetek közötti kapcsolatot.

### Mary Ann Nichols

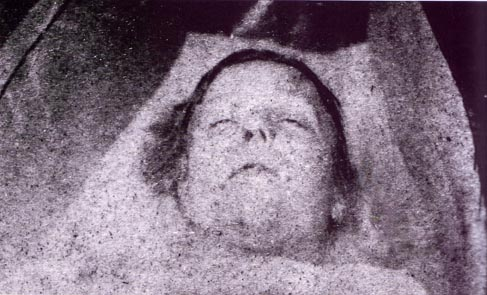
Mary Ann Nichols (43), meggyilkolták 1888. augusztus 31-én

1888. augusztus 31-én pénteken ölték meg a szintén prostituált Mary Ann Nicholst a Buck's Row-n, Whitechapel egy hátsó utcájában. Testét két kocsihajtó fedezte fel (Charles Cross és Robert Paul) hajnali 3.45-kor a földön egy istálló bejárata előtt. A nő torkát két hasítással vágták el balról jobbra, és hasán egy mély, szaggatott seb, valamint több metszés, illetve további három vagy négy vágás testének jobb oldalán, melyeket ugyanazzal a késsel ejtettek. Mivel a gyilkosság Whitechapelben történt, eleinte a helyi nyomozók vizsgálták az ügyet. Ugyanezen a napon James Monro lemondott Bűnügyi Vizsgálati Osztálya (CID) igazgatói posztjáról Sir Charles Warren a Metropolitan rendőrség főfelügyelőjével való nézeteltérésük miatt. Az első vizsgálatok nem jártak eredménnyel, bár a sajtó a két korábbi gyilkossághoz kapcsolta az esetet és azt sugallta, hogy a gyilkosságokat egy banda követte el. A Star magazin ezzel ellentétben azt írta, egyetlen gyilkos volt a tettes, és más újságok is ezt a nézetet vallották. Egy esetleges sorozatgyilkosság gyanúja miatt Frederick Abberline, Henry Moore és Walter Andrews felügyelőket is a ügyre állította a Scotland Yard. A rendelkezésre álló bizonyítékok alapján, Baxter halottkém megállapította, hogy Nicholst azon a helyen ölték meg hajnali három órakor, ahol rátaláltak. Baxter elutasította a lehetőséget, hogy a nő meggyilkolása kapcsolatban állt az előzőekkel, mert a halált okozó fegyver eltérő volt az előző esetekhez képest, és azok egyikében sem vágták el az áldozat torkát. Azonban mire Nichols esetét kivizsgálták, egy negyedik nőt is megöltek, és Baxter szerint „a hasonlóság a két utóbbi eset között jelentős”.

### Annie Chapman

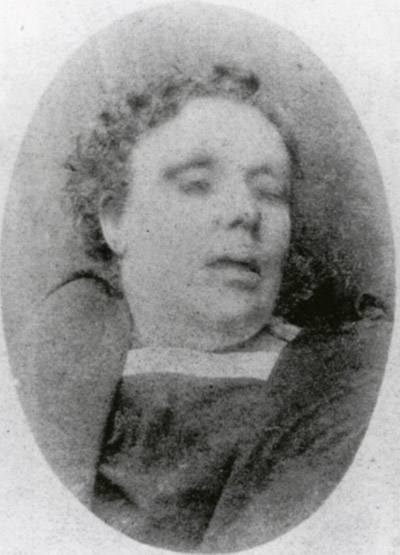
Annie Chapman (47), meggyilkolták 1888. szeptember 8-án

A negyedik áldozat Annie Chapman volt, akinek rettenetesen megcsonkított testét 1888. szeptember 8-án fedezték fel a Hanbury Streeten reggel hat órakor. Chapman is prostituált volt, hajnali két órakor hagyta el lakását, mert egy ügyfele fizetett volna neki, amiből Chapman a lakásának bérleti díját egyenlítette volna ki. A nő torkát balról jobbra vágták el, testét kizsigerelték, beleit kirángatták és a vállaira tették. A hullaházban végzett vizsgálat feltárta, hogy méhének egy része hiányzott. A patológus, George Bagster Phillips, véleménye az volt, hogy a gyilkos vélhetően anatómiai ismeretekkel rendelkezett, mert a reproduktív szerveket egyetlen mozdulattal vágta ki egy 15–20 cm hosszú pengéjű késsel. Ezt az elképzelést a későbbi szakértők elutasították. Mivel a szerveket nem a gyilkosság helyszínén vizsgálták meg, az az elmélet is felmerült, hogy a szerveket a hullaházi alkalmazottak távolították el, kihasználva, hogy a test fel volt nyitva és a szerveket aztán saját hasznukra eladták.
Szeptember 10-én a rendőrség letartóztatta a „Bőrkötény” néven is ismert John Pizert, aki hírhedt volt arról, hogy terrorizálta a helyi prostituáltakat. A két legutóbbi gyilkosságok idejére szilárd alibit bizonyított, így vádemelés nélkül szabadon engedték. A nyomozás egyik tanúja, Elizabeth Long azt vallotta, hogy látta Chapmant egy férfivel beszélni reggel fél hat körül ahhoz a hátsó udvarhoz közel, ahol testét később megtaláltak. Baxter, az ügyben eljáró halottkém arra következtetett, hogy a férfi, aki Mrs. Long látott, a gyilkos lehetett. Long jellemezése alapján egy negyven év körüli, Chapmannél kicsit magasabb, sötétebb bőrű külföldi kinézetű férfi volt, kopott öltözettel. Vadőr kalapot és fekete kabátot viselt. Egy másik tanú, Albert Cadosch ács, aki körülbelül ugyanabban az időben lépett be a szomszédos udvarba, beszélgetés hangjait hallotta az udvaron, majd ezt követően olyan hangot, mintha valami nekiesne a kerítésnek.
Emlékirataiban Walter Dew rendőr leírta, hogy a gyilkosságok nagy méretű pánikot okoztak Londonban. Az emberek megtámadták a rendőrség épületét is, mert azt gondolták, hogy a rendőrség ott rejtegeti a gyilkost. Samuel Montagu, Whitechapel parlamenti képviselője száz font jutalmat ajánlott fel (ma nagyjából 8000 font értékű) a gyilkos nyomravezetőjének, miután az emberek zsidó rituális gyilkosságokra gyanakodva antiszemita tüntetésekbe kezdtek. A George Lusk által vezetett whitechapeli polgárőrség vezetője szintén jutalmat ajánlott fel a gyilkos elfogására, amit azonban a Metropolitan rendőrség elutasított, mert hamis vagy félrevezető információk szárnyra kapásához vezethet. A polgárőrség két magándetektívet is alkalmazott, hogy nyomozzanak az ügyben.
Szeptember 1-jén Robert Andersont nevezték ki a Bűnügyi Vizsgálati Osztály élére (CID), de míg ő a szabadságát töltötte Svájcban, újabb gyilkosság történt, a „dupla esemény”. Ezért a Metropolitan rendőrség rendőrfelügyelője, Sir Charles Warren kinevezte Donald Swanson főfelügyelőt, hogy a nyomozást a Scotland Yardról koordinálja. Szeptember 18-án egy német fodrászt, Charles Ludwigot őrizetbe vette a rendőrség a gyilkosságok gyanúsítottjaként, de szabadon engedték alig két héttel később, amikor a kettős gyilkosság megmutatta, hogy az igazi tettes még szabadlábon van.

### Elizabeth Stride és Catherine Eddowes

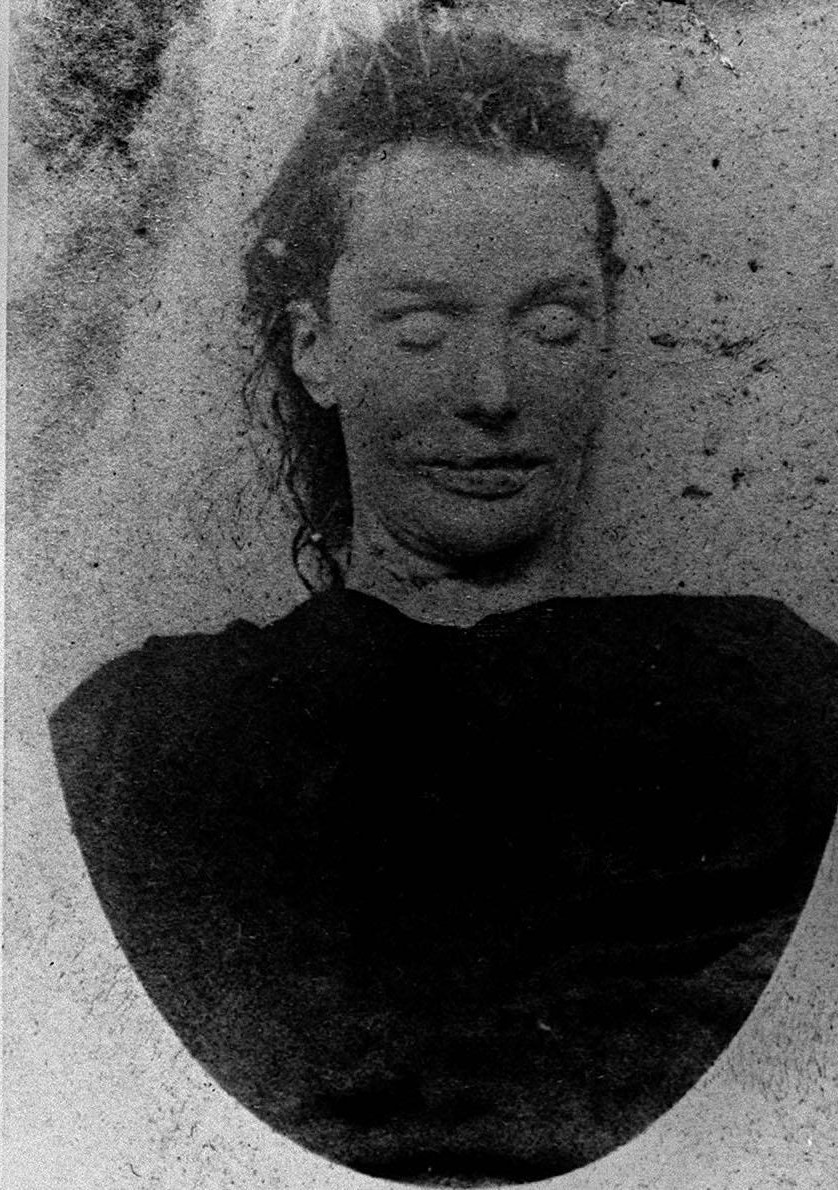
Elizabeth Stride (44), meggyilkolták 1888. szeptember 30-án

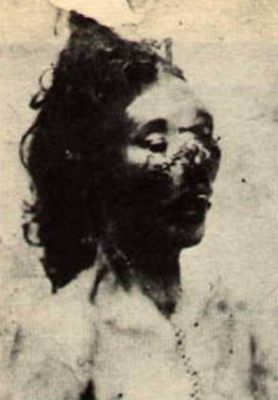
Catherine Eddowes (46), meggyilkolták 1888. szeptember 30-án

1888. szeptember 30-án vasárnap hajnali egy órakor fedezték fel a prostituált Elizabeth Stride holttestét a Berner Streeten (ma Henriques Street), Whitechapelben. Egy vértócsában feküdt, torkát balról jobbra elvágták. Csak percekkel megtalálása előtt ölhették meg, testét nem csonkították meg. Elképzelhető, hogy a gyilkost megzavarták, mielőtt megcsonkíthatta volna az áldozatot, talán valaki éppen belépett az udvarba, lehet, hogy a test felfedezője, Louis Diemschutz. Azonban néhány szakértő az ügyben megállapította, hogy Stride meggyilkolása nem köthető az előzőekhez, egyrészt mert nem csonkították meg, másrészt mert ez volt az egyetlen gyilkosság a Whitechapel Roadtól délre, illetve a használt kés pengéje is rövidebb és eltérő típusú volt, mint az eddigi. A legtöbb szakértő azonban úgy véli, a hasonlóság elég jellegzetes ahhoz, hogy összekössék az esetet minimum kettővel a korábbi gyilkosságokból, valamint a szintén aznap éjjel meggyilkolt Catherine Eddowes esetével.
Ugyanazon a napon hajnali 1:45-kor talált rá Catherine Eddowes szörnyen megcsonkított holttestére Edward Watkins a Mitre Square délnyugati sarkán Londonban, mintegy 12 percnyi sétára a Berner Streettől. Kevesebb mint 10 perccel megtalálása előtt vághatták el a torkát balról jobbra egy éles, hegyes, kb. 15 cm hosszú pengéjű késsel. Arcát és hasát is megcsonkították, beleit kirángatták és jobb vállára pakolták. Bal veséjét és méhének nagy részét is eltávolították. Az ügyben október 4-én Samuel F. Langham halottkém kezdett nyomozni. A holttestet vizsgáló patológus, Dr. Frederick Gordon Brown, úgy vélte, az elkövető komoly tudással rendelkezik az egyes szervek elhelyezkedéséről, valamint a sebek testen való helyéből megállapította, hogy a gyilkos az áldozat jobb oldalán térdelve és egyedül követte el tettét. Ugyanakkor az első orvos a helyszínen, a helybeli Dr. George William Sequeira vitatta, hogy a gyilkos anatómiai ismeretekkel bírna. Véleményét osztotta a városi orvos, William Sedgwick Saunders, aki szintén jelen volt a boncoláson. A gyilkosság helyszíne miatt a londoni rendőrség tagja, James McWilliam nyomozó is bekapcsolódott a vizsgálatba.
Aznap hajnali 3-kor Eddowes ruhájának egy véres darabjára találtak Goulston Street 108-119. szám egyik ajtaja előtt, kb. 500 méterre a gyilkosság helyszínétől. Fölötte a falon egy krétával írt szöveg volt: A zsidók azok, akiket sosem hibáztatnak semmiért. Öt órakor Warren felügyelő a helyszínen járt, majd elrendelte a felirat eltávolítását, attól tartva, hogy azok zsidóellenes zavargásokat fognak okozni. A Goulston Street egyenes út volt a Mitre Square-től a Flower és Dean Streetig, ahol mind Stride, mind Eddowes lakott.
A middlesexi halottkém, Wynne Baxter, úgy gondolta, hogy Stride-ot egy gyors, hirtelen támadással lepték meg. A lány még mindig a kezében tartott egy csomag cachous-t (leheletfrissítő édesség), amikor felfedezték, ami azt jelzi, arra sem volt ideje, hogy védekezzen. Matthew Packer bolti eladó, azt mondta a polgárőrök által alkalmazott magánnyomozónak, hogy szőlőt adott el Stride-nak és a gyilkosnak, de a rendőrségnek azt állította, úgy zárta be üzletét, hogy semmi gyanúsat nem tapasztalt. A nyomozás során eljáró patológusok határozottan állították, hogy Stride sem nem tartott a kezében, sem pedig nem fogyasztott szőlőt. Gyomra „sajtot, burgonyát és lisztes port (lisztet vagy őrölt gabonát)” tartalmazott. Ennek ellenére Packer, az árus története megjelent a sajtóban. Packer leírása az elkövetőről nem egyezik azokkal a személyleírásokkal, melyeket más tanúk adtak, akik látták Stride-ot egy férfival nem sokkal meggyilkolása előtt. Joseph Lawende az eset előtt nem sokkal haladt át a Mitre Square-en két másik férfival, és látott egy körülbelül 30 éves, kopott öltözetű, cilindert viselő bajuszos férfit. Swanson főfelügyelő megállapította, hogy Lawende leírása hasonló a mások által adottal, akik szintén látták Stride-ot a gyilkossal. Azonban Lawende kijelentette, hogy nem lenne képes azonosítani a férfit és két társa pedig nem tudott személyleírást adni vagy megerősíteni.
A Fővárosi Rendőrség, és a belügyminiszter, Henry Matthews munkáját minősítette, hogy a nyomozásban csak csekély előrelépés történt. A város rendőrség és London polgármestere ötszáz fontos (ma körülbelül 41 000 font) jutalmat ajánlott fel értékes információkért, amelyek alapján elfoghatják az elkövetőt. Még vérebek használatát is felvetették a gyilkos nyomon követésére, ha újabb támadás történne, de az ötletet elvetették, mert a nyomvonal illata zavaros lett volna a forgalmas városban, a kutyák tapasztalatlanok voltak városi környezetben, és a kutyák tulajdonosa attól is tartott, hogy a kutyákat a bűnözők megmérgeznék, ha a bűnüldözésben játszott szerepükre fény derülne.
Szeptember 27-én a Központi Hírügynökség levelet kapott, melyet „Kedves Főnök” levélnek neveztek el. Írója Hasfelmetsző Jack néven írta alá a levelet, és azt állította, ő követte el a gyilkosságokat. Október 1-jén képeslapot kapott a Scotland Yard. Az úgynevezett „Pimasz Jack”-levelet szintén Hasfelmetszőként írta alá írója, valamint magára vállalta a „dupla eseményként” ismert gyilkosságokat.
Anderson, a CID igazgatója október 6-án tért vissza szabadságáról, és átvette a Scotland Yardtól a nyomozás vezetését. Október 16-án George Lusk, a whitechapeli polgárőrök vezetője kapott egy levelet, melynek írója azt állította, ő a gyilkosságok elkövetője. A „Pokolból”-levél kézírása és stílusa eltérő a „Kedves Főnök” és a „Pimasz Jack”-levélétől. A levél mellett egy kis doboz is volt, mely egy fél emberi vesét tartalmazott alkoholban tartósítva. A levél írója azt állította, ő vette ki Eddowes veséjét, és a hiányzó másik felét megsütötte és megette. A szakértői vélemények megoszlanak arról, hogy a vese és a levél valódi volt.

### Mary Jane Kelly

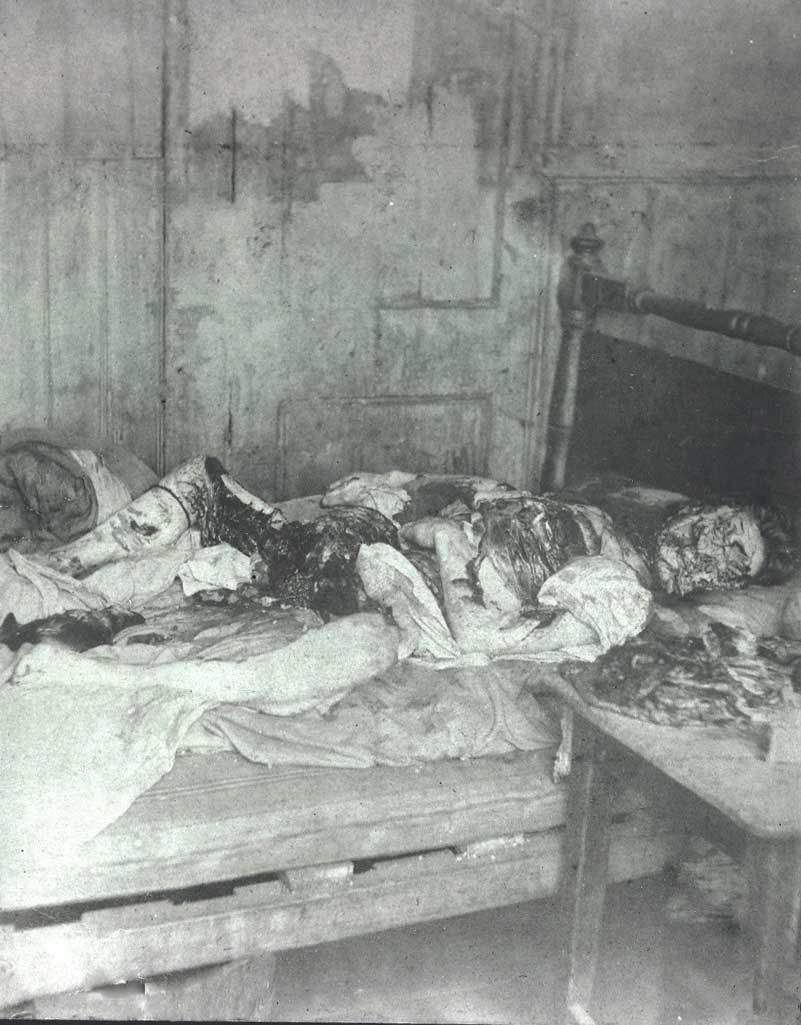
Mary Jane Kelly (25), meggyilkolták 1888. november 9-én

1888. november 9-én pénteken egy újabb prostituáltat, Mary Jane Kellyt gyilkolták meg saját szobájában a Miller's Court 13. számban a Dorset Street mögött. Az egyik korábbi áldozat, Chapman is a Dorset Streeten élt, és egy másik, Eddowes, pedig a jelentések szerint ott aludt. Kelly súlyosan megcsonkított holttestét röviddel 10:45 után fedezték fel ágyában fekve. Az első orvos a helyszínen, Dr. George Bagster Phillips, azt állapította meg, Kelly-t torkának elvágásával ölték meg. Halála után hasüregét felnyitották, zsigereit eltávolították, és szétszórták a szobában. Gyilkosa a melleit levágta, arcát felismerhetetlenségig megcsonkította, és a combjait csontig átvágta, és egyes izmokat eltávolított onnan. Ellentétben a többi áldozattal Kelly csak egy könnyű hálóinget viselt, ruhái szépen össze voltak hajtogatva egy széken, kivéve néhányat, melyeket a kandallóban elégve találtak. Abberline felügyelő szerint a ruhákat a gyilkos égette el, hogy fényt csináljon az egyébként csak homályos, egyetlen gyertyával megvilágított szobában. Kelly meggyilkolása volt mind közül a legbrutálisabb, valószínűleg azért, mert a gyilkosnak több idő állt rendelkezésére, lévén, hogy ezúttal nem az utcán, hanem egy szobában követte el tettét. Az a tény, hogy Kelly levetkőzött és ágyában feküdt, arra engedte a nyomozókat következtetni, hogy gyilkosát ismerte, vélhetően egy ügyfele lehetett, vagy pedig gyilkosa akkor ölte meg, mikor már aludt, esetleg részeg volt.
Dr. Roderick Macdonald halottkém vezette a vizsgálatot Kelly halálának ügyében. A nő november 19-ei temetésén hatalmas tömeg gyűlt össze. Az utcákat elárasztotta a tömeg, a menet a hullaháztól a leytonstone-i temetőig kísérte a halottat, ahová temették.
November 8-án Charles Warren, a Metropolitan Police rendőrkapitánya lemondott posztjáról, amikor a belügyminiszter közölte vele, hogy nem tehet közzé nyilvános nyilatkozatokat a Központi Iroda jóváhagyása nélkül. James Monro lett az utódja decemberben, aki néhány hónappal korábban mondott le ugyanerről a tisztségről Warrennel való nézeteltérésük miatt. November 10-én Thomas Bond rendőrségi orvos jelentésében azt írta Robert Andersonnak, a londoni CID vezetőjének, hogy Nichols, Chapman, Stride, Eddowes és Kelly esetében kétségtelenül ugyanaz az elkövető a tettek részletei közötti hasonlóságok miatt. Ugyanezen a napon a minisztertanács elhatározta, hogy kegyelmet ad minden tettestársnak, akik olyan információt tudnak adni, mely alapján a valódi gyilkost elkaphatják. A Metropolitan Police felügyelője végül azt jelentette, hogy a whitechapeli gyilkos azonosítatlan maradt annak ellenére, hogy plusz 143 civil ruhás rendőr is részt vett a nyomozásban 1888 novemberében és decemberében.

### Rose Mylett
1888. december 20-án egy járőröző rendőr talált rá a huszonkilenc éves prostituált, Rose Mylett (ismert nevei még Catherine Millett és Lizzie Davis) holttestére, a nőt a High Streeten fojtották meg Londonban. Mylett Emma Smithhez hasonlóan a George Street 18-ban lakott. Négy orvos, aki megvizsgálta Mylett testét, úgy vélte, megölték, de Robert Anderson szerint saját magát akasztotta fel véletlenül ruhájának nyakára részeg kábulatában. Anderson kérésére Dr. Bond is megvizsgálta Mylett holttestét, aki egyetértett a véleménnyel. Monro is egyetértett az öngyilkosság vagy a természetes halál lehetőségével, mivel a helyszínen nem voltak küzdelem jelei. A halottkém, Wynne Baxter azt mondta a nyomozást felügyelő bíróságnak, hogy nincs bizonyíték, amely azt mutatja, hogy a nő halála erőszakos cselekmény miatt következett be. Ennek ellenére a bíróság szándékos gyilkosság miatt ellen emelt vádat ismeretlen személy vagy személyek ellen és az ügyet a whitechapeli gyilkosságokhoz csatolta.

### Alice McKenzie

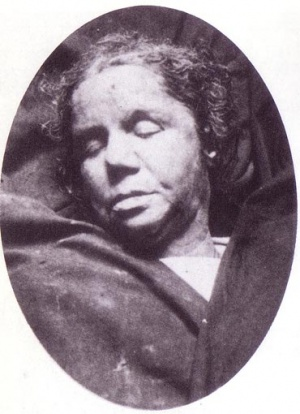
Alice McKenzie, (40), meggyilkolták 1889. július 17-én

Alice McKenzie-t, a talán szintén prostituált negyvenéves nőt 1889. július 17-én gyilkolták meg nagyjából 12:40 körül a Castle Alley-ben, Whitechapelben. Mint a legtöbb korábbi gyilkosság esetében, az ő bal oldali artériáját is felvágták balról jobbra, és hasán is sebek voltak. Azonban a sebek nem volt olyan mélyek, mint a korábbi gyilkosságoknál, és rövidebb pengét is használt az elkövető. Monro felügyelő és Dr. Bond, az egyik patológus, aki a testet megvizsgálta, úgy vélte, hogy ez az eset is a Hasfelmetsző tette, de más patológusok, Dr. Phillips és Robert Anderson nem értettek egyet ebben, mint ahogyan Frederick Abberline felügyelő sem. A későbbi szerzők véleménye is megoszlott az ügyben. Vagy azt sugallják, hogy McKenzie is a Hasfelmetsző áldozata volt, vagy azt, hogy egy ismeretlen gyilkos próbálta annak feltüntetni, hogy saját magáról elterelje a gyanút. A nyomozás során Baxter halottkém elismerte mindkét lehetőséget, és megállapította: „Nagy a hasonlóság e között és a többi vizsgált ügy között, amelyek ezen a környéken történtek, és ha nem ugyanaz a személy követte el ezt a bűncselekményt is, egyértelműen utánzata a többi esetnek.”

### „Pinchin utcai torzó”
1889. szeptember 10-én reggel egy nő felsőtestére bukkantak a Pinchin utca vasúti hídja alatt Whitechapelben. A testrészeket később sem sikerült megtalálni a terület átvizsgálása ellenére sem, és sem az áldozatot, sem az elkövetőt nem tudták azonosítani. Swanson főfelügyelő és Monro felügyelő szerint a törzsben lévő vérből arra lehet következtetni, hogy a halált nem elvérzés vagy a torok elvágása okozta. A patológusok véleménye azonban az, hogy a szövetek és erek vértelensége azt mutatja, az áldozat elvérzett. A sajtó spekulációja szerint a test egy eltűnt nőé, Lydia Harté, azonban ezt megcáfolták, miután a nő felbukkant egy kórházban. Egy másik kitaláció szerint az áldozat a fiatal Emmy Barker, azonban ezt a véleményt is cáfolta, hogy a torzó egy idősebb és magasabb, kb. 30-40 éves nőé lehetett.
Swanson felügyelő ezt az esetet nem sorolta volna a Hasfelmetsző-gyilkosságok körébe. Helyett a hasonló csonkításokkal Rainhamben és Chelsea-ben megtalált holttestek ügyéhez, valamint „Whitehall-rejtélyként” ismert esethez sorolná a torzó ügyét, és Monro felügyelő egyetértett Swanson véleményével. Ezt a három gyilkosságot és a Pinchin utcai esetet külön, a „torzó gyilkos” tetteiként határolták el a Hasfelmetsző-ügytől, aki azonban lehet akár egy és ugyanaz a személy is. Olyan „ripperológusok”, mint Stewart P. Evans, Keith Skinner és Donald Rumbelow elvetnek mindennemű kapcsolatot a „torzó gyilkos” és Hasfelmetsző tettei között, mégpedig az elkövetés eltérő módszerei alapján.

### Frances Coles

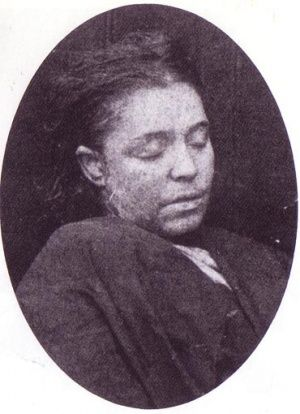
Frances Coles (25), meggyilkolták 1891. február 13-án

A whitechapeli gyilkosságok aktájának utolsó esete a prostituált Frances Coles 1891. február 13-ai meggyilkolása. Holttestét Swallow Gardens vasúti hídja alatt találta meg Ernest Thompson Whitechapelben csak pillanatokkal a tett elkövetése után hajnali negyed háromkor. A fején található kisebb sebekből arra következtettek, hogy fejbevágták őt, mire a földre zuhant, majd legalább kétszer balról jobbra vágták el a torkát. Csonkítás nem történt az ő esetében. Arnold és Reid felügyelők nem sokkal később értek a helyszínre a közeli Leman Street-i rendőrségről, majd hajnali öt óra körül Swanson és Henry Moore is megérkezett. Egy James Sadler nevű férfit, akivel korábban együtt látták Coles-t, letartóztatta a rendőrség gyilkosság vádja miatt. Swanson és Moore megvizsgálták Sadler múltját és a korábbi gyilkosságok idejére vonatkozó alibijét, ami azt mutatta, a rendőrség úgy vélte, ő lehet Hasfelmetsző Jack. Március 3-án azonban bizonyítékok hiánya miatt szabadon engedték.

## Aaron Kosminski azonosítása
1896 után nem találhatók további dokumentumok a whitechapeli gyilkosságokkal kapcsolatban. A gyilkost vagy gyilkosokat hosszú ideig egyáltalán nem sikerült azonosítani, az esetek megoldatlanok maradtak egészen 2014-ig, amikor egy DNS teszt segítségével sikerült kimutatni az egyik gyanúsított, Aaron Kosminski DNS-ét az egyik áldozat mellett talált sálon.

## Hatásai
Az East End szegénységben élő lakóit hosszú időn át figyelmen kívül hagyta a jóléti társadalom, de a gyilkosságok és az áldozatok felhívták a figyelmet nyomorúságos életkörülményeikre. Több törvényt módosítottak annak érdekében, hogy szabályozzák a lakóhelyek minimálisan elfogadható életkörülményeit, hogy átalakítsák a nyomornegyedeket. A gyilkosságokat követő két évtizedben a nyomornegyedek legtöbbjét kiürítették és lebontották.
A szenzációhajhász riportok és gyilkos vagy gyilkosok személyét körülvevő rejtély táplálta Hasfelmetsző Jack karakterének fejlődését, akit a tettek elkövetésével vádoltak. Több száz könyv és cikk foglalkozott és whitechapeli gyilkosságokkal, regények, novellák, képregények és filmek dolgozták fel a témát.

## Fordítás
Ez a szócikk részben vagy egészben  a   Whitechapel murders című angol Wikipédia-szócikk ezen változatának fordításán alapul.  Az eredeti cikk szerkesztőit annak laptörténete sorolja fel. Ez a jelzés csupán a megfogalmazás eredetét és a szerzői jogokat jelzi, nem szolgál a cikkben szereplő információk forrásmegjelöléseként.